# Kniàzevo (Kaluga)
|  | Per a altres significats, vegeu «Kniàzevo». |

Kniàzevo (en rus: Князево) és un poble de l'óblast de Kaluga, a Rússia, que en el cens del 2010 tenia quatre habitants, pertany al districte de Spas-Démensk.